# Клинический анализ крови

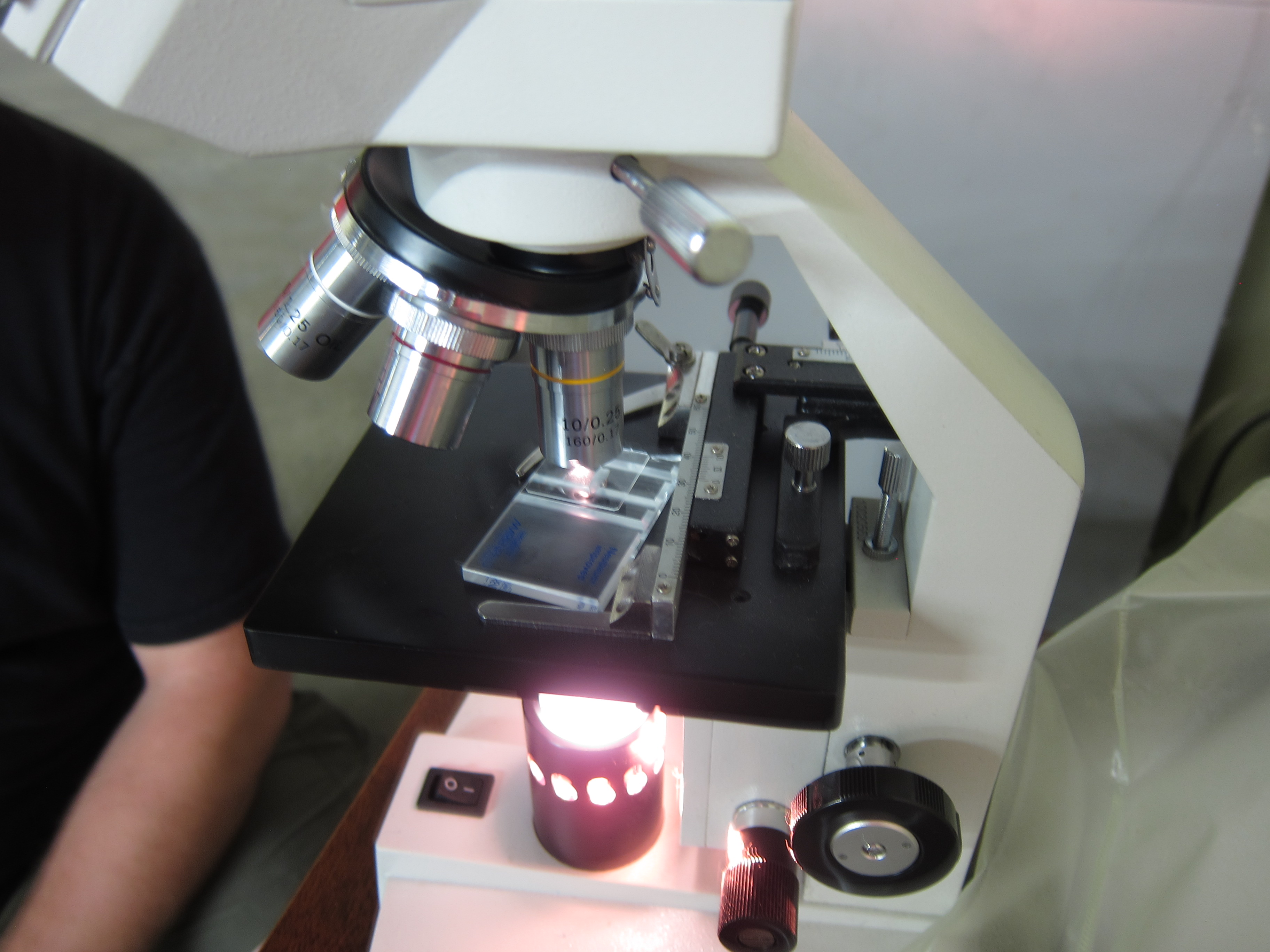
Подсчёт форменных элементов крови в камере Горяева при оптической микроскопии

О́бщий клини́ческий ана́лиз кро́ви (ОАК) — врачебный анализ, позволяющий оценить содержание гемоглобина в системе красной крови, количество эритроцитов, цветовой показатель, количество лейкоцитов, тромбоцитов. Клинический анализ крови позволяет рассмотреть лейкограмму и скорость оседания эритроцитов (СОЭ).
С помощью данного анализа можно выявить анемии (снижение гемоглобина — лейкоцитарная формула), воспалительные процессы (лейкоциты, лейкоцитарная формула) и т. д. Чаще всего проводится как один из диагностических общеклинических обследований пациента (больного).

## Проведение анализа

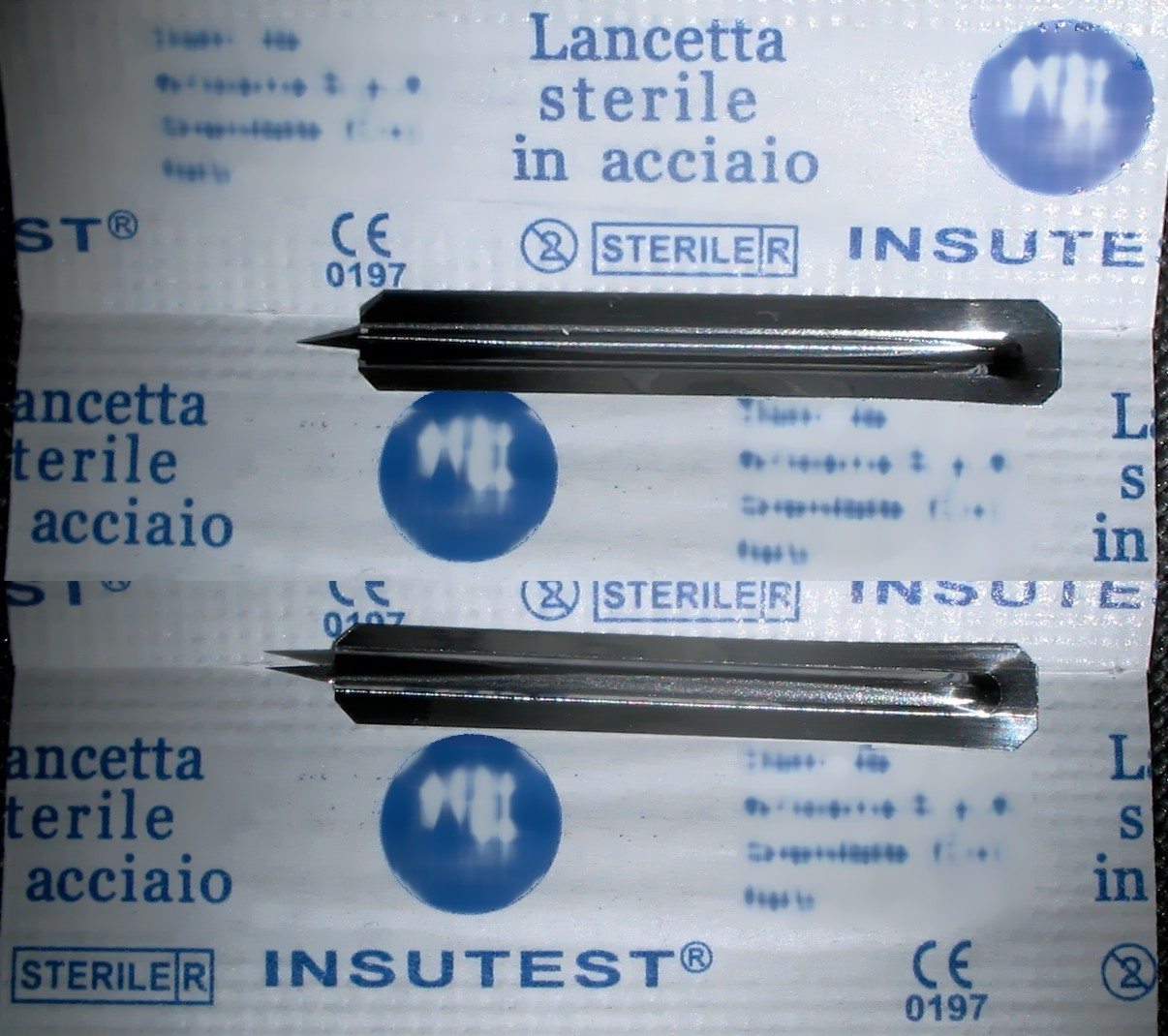
Одноразовые медицинские скарификаторы для прокола кожи перед забором на анализ периферической крови

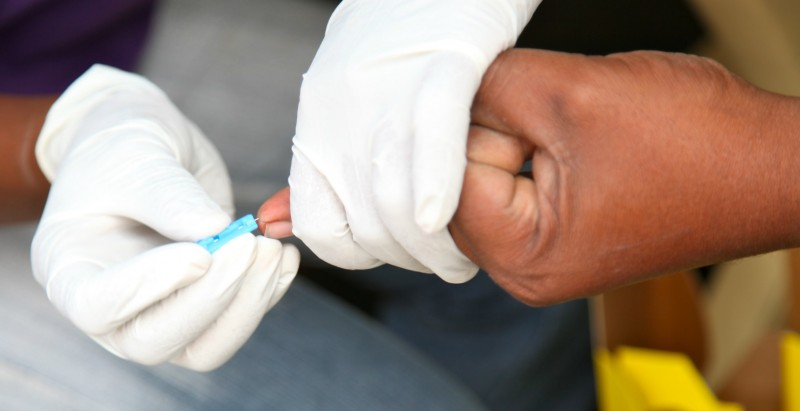
Прокол кожи пальца одноразовым автоматическим скарификатором в пластиковом корпусе

Забор крови для проведения анализа необходимо производить натощак, и производится он двумя способами:
- из пальца (как правило — безымянного);
- из вены.

В целях мониторинга состояния здоровья пациента во времени результаты общего анализа крови целесообразнее сравнивать по одинаковым типам биоматериала, либо с учетом отклонений результатов капиллярной крови относительно аналогичных показателей венозной.

## Методы исследования
Сегодня для проведения анализа чаще всего используют автоматические анализаторы или используют методы микроскопических исследований.

## Показатели крови

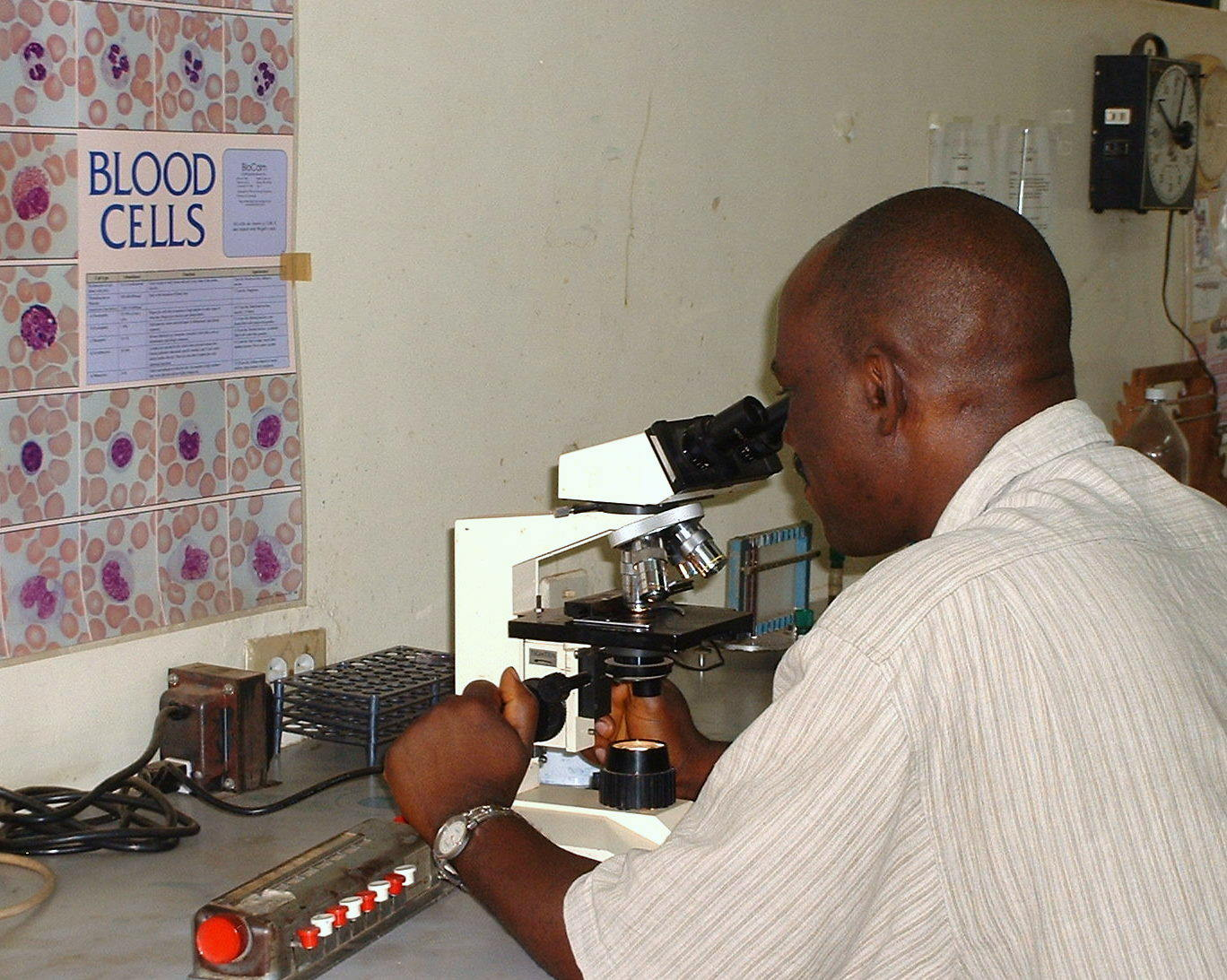
Подсчёт форменных элементов крови лаборантом. Слева от руки счётчик для учёта форменных элементов в процессе подсчёта при микроскопии

В настоящее время большинство показателей выполняют на автоматических гематологических анализаторах, которые в состоянии одновременно определять от 5 до 24 параметров. Из них основными являются количество лейкоцитов, концентрация гемоглобина, гематокрит, количество эритроцитов, средний объём эритроцита, средняя концентрация гемоглобина в эритроците, среднее содержание гемоглобина в эритроците, полуширина распределения эритроцитов по размерам, количество тромбоцитов, средний объём тромбоцита.
- WBC (white blood cells — белые кровяные тельца) — абсолютное содержание лейкоцитов (норма 4—9 {\displaystyle 10^{9}} кл/л) — форменных элементов крови — отвечающих за распознавание и обезвреживание чужеродных компонентов, иммунную защиту организма от вирусов и бактерий, устранение отмирающих клеток собственного организма.
- RBC (red blood cells — красные кровяные тельца) — абсолютное содержание эритроцитов (норма 4,3—5,5 {\displaystyle 10^{12}} кл/л) — форменных элементов крови — содержащих гемоглобин, транспортирующих кислород и углекислый газ.
- HGB (Hb, hemoglobin) — концентрация гемоглобина в цельной крови (норма 120—140 г/л). Для анализа используют цианидный комплекс или бесцианидные реактивы (как замена токсичному цианиду). Измеряется в молях или граммах на литр или децилитр.
- HCT (hematocrit) — гематокрит (норма 0,39—0,49), часть (% = л/л) от общего объёма крови, приходящаяся на форменные элементы крови. Кровь на 40—45 % состоит из форменных элементов (эритроцитов, тромбоцитов, лейкоцитов) и на 60—55 % из плазмы. Гематокрит это соотношение объёма форменных элементов к плазме крови. Считается, что гематокрит отражает соотношение объёма эритроцитов к объёму плазмы крови, так как в основном эритроциты составляют объём форменных элементов крови. Гематокрит зависит от количества RBC и значения MCV и соответствует произведению RBC*MCV.
- PLT (platelets — кровяные пластинки) — абсолютное содержание тромбоцитов (норма 150—400 {\displaystyle 10^{9}} кл/л) — форменных элементов крови — участвующих в гемостазе.

Эритроцитарные индексы (MCV, MCH, MCHC):
- MCV — средний объём эритроцита в кубических микрометрах (мкм) или фемтолитрах (фл)(норма 80—95 фл). В старых анализах указывали: микроцитоз, нормоцитоз, макроцитоз.
- MCH — среднее содержание гемоглобина в отдельном эритроците в абсолютных единицах (норма 27—31 пг), пропорциональное отношению «гемоглобин/количество эритроцитов». Цветовой показатель крови в старых анализах. ЦП=MCH*0.03
- MCHC — средняя концентрация гемоглобина в эритроцитарной массе, а не в цельной крови (см. выше HGB) (норма 320—360 г/л) , отражает степень насыщения эритроцита гемоглобином. Снижение MCHC наблюдается при заболеваниях с нарушением синтеза гемоглобина. Тем не менее, это наиболее стабильный гематологический показатель. Любая неточность, связанная с определением гемоглобина, гематокрита, MCV, приводит к увеличению MCHC, поэтому этот параметр используется как индикатор ошибки прибора или ошибки, допущенной при подготовке пробы к исследованию.

Тромбоцитарные индексы (MPV, PDW, PCT):
- MPV (mean platelet volume) — средний объём тромбоцитов (норма 7—10 фл).
- PDW — относительная ширина распределения тромбоцитов по объёму, показатель гетерогенности тромбоцитов.
- PCT (platelet crit) — тромбокрит (норма 0,108—0,282), доля (%) объёма цельной крови, занимаемую тромбоцитами.
- P-LCR — коэффициент больших тромбоцитов.

Лейкоцитарные индексы:
- LYM% (LY%) (lymphocyte) — относительное (%) содержание (норма 25—40 %) лимфоцитов.
- LYM# (LY#) (lymphocyte) — абсолютное содержание (норма 1,2—3,0х{\displaystyle 10^{9}}/л (или 1,2—3,0 х {\displaystyle 10^{3}}/мкл)) лимфоцитов.
- MXD% (MID%) — относительное (%) содержание смеси (норма 5—10 %) моноцитов, базофилов и эозинофилов.
- MXD# (MID#) — абсолютное содержание смеси (норма 0,2—0,8 x {\displaystyle 10^{9}}/л) моноцитов, базофилов и эозинофилов.
- NEUT% (NE%) (neutrophils) — относительное (%) содержание нейтрофилов.
- NEUT# (NE#) (neutrophils) — абсолютное содержание нейтрофилов.
- MON% (MO%) (monocyte) — относительное (%) содержание моноцитов (норма 4—11 %).
- MON# (MO#) (monocyte) — абсолютное содержание моноцитов (норма 0,1—0,6 {\displaystyle 10^{9}} кл/л).
- EO% — относительное (%) содержание эозинофилов.
- EO# — абсолютное содержание эозинофилов.
- BA% — относительное (%) содержание базофилов.
- BA# — абсолютное содержание базофилов.
- IMM% — относительное (%) содержание незрелых гранулоцитов.
- IMM# — абсолютное содержание незрелых гранулоцитов.
- ATL% — относительное (%) содержание атипичных лимфоцитов.
- ATL# — абсолютное содержание атипичных лимфоцитов.
- GR% (GRAN%) — относительное (%) содержание (норма 47—72 %) гранулоцитов.
- GR# (GRAN#) — абсолютное содержание (норма 1,2—6,8 х {\displaystyle 10^{9}}/л (или 1,2—6,8 х {\displaystyle 10^{3}}/мкл)) гранулоцитов.

Эритроцитарные индексы:
- MCV = HCT / RBC — средний объём эритроцитов.
- MCH = HGB / RBC — среднее содержание гемоглобина в эритроците.
- MCHC = HGB / HCT — средняя концентрация гемоглобина в эритроците.
- RDW — Red cell Distribution Width — «ширина распределения эритроцитов» так называемый «анизоцитоз эритроцитов» — показатель гетерогенности эритроцитов, рассчитывается как коэффициент вариации среднего объёма эритроцитов.
- RDW-SD — относительная ширина распределения эритроцитов по объёму, стандартное отклонение.
- RDW-CV — относительная ширина распределения эритроцитов по объёму, коэффициент вариации.
- ESR (СОЭ) (скорость оседания эритроцитов) — неспецифический индикатор патологического состояния организма.

Как правило, автоматические гематологические анализаторы строят также гистограммы для эритроцитов, тромбоцитов и лейкоцитов.

### Гемоглобин
Гемоглобин (Hb, Hgb) в анализе крови — это основной компонент эритроцитов, который транспортирует кислород к органам и тканям. Для анализа используют цианидный комплекс или бесциандидные реактивы (как замена токсичному цианиду). Измеряется в молях или граммах на литр или децилитр. Его определение имеет не только диагностическое, но и прогностическое значение, так как патологические состояния, приводящие к уменьшению содержания гемоглобина, ведут к кислородному голоданию тканей.
В норме содержание гемоглобина в крови:
- мужчины — 135—160 г/л (граммов на литр);
- женщины — 120—140 г/л.

Повышение гемоглобина отмечается при:
- первичной и вторичной эритремии;
- обезвоживании (ложный эффект за счёт гемоконцентрации);
- чрезмерном курении (образование функционально неактивного HbСО).

Снижение гемоглобина выявляется при:
- анемии;
- гипергидратации (ложный эффект за счёт гемоделюции — «разбавления» крови, увеличения объёма плазмы относительно объёма совокупности форменных элементов).

### Эритроциты
Эритроциты (Э) в анализе крови — красные кровяные клетки, которые участвуют в транспорте кислорода в ткани и поддерживают в организме процессы биологического окисления.
В норме содержание эритроцитов в крови:
- мужчины — (4,0-5,15) х {\displaystyle 10^{12}}/л
- женщины — (3,7-4,7) х {\displaystyle 10^{12}}/л
- дети — (3,80-4,90) х {\displaystyle 10^{12}}/л

Увеличение (эритроцитоз) количества эритроцитов бывает при:
- новообразованиях;
- водянке почечных лоханок;
- влиянии кортикостероидов;
- болезни и синдроме Кушинга;
- болезни Истинной полицитемии;
- лечении стероидами.

Небольшое относительное увеличение количества эритроцитов может быть связано со сгущением крови вследствие ожога, диареи, приема диуретиков.
Уменьшение содержания эритроцитов в крови наблюдается при:
- кровопотере;
- анемии;
- беременности;
- гидремия(внутривенное введение большого количества жидкости, то есть инфузионная терапия)
- при оттоке тканевой жидкости в кровеносное русло при уменьшении отеков(терапия мочегонными препаратами).
- снижении интенсивности образования эритроцитов в костном мозге;
- ускоренном разрушении эритроцитов;

### Лейкоциты

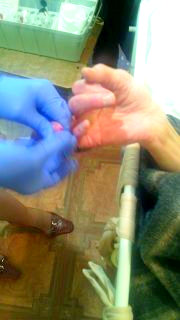
Взятие крови из пальца

Лейкоциты (L) — клетки крови, образующиеся в костном мозге и лимфатических узлах. Различают 5 видов лейкоцитов: гранулоциты (нейтрофилы, эозинофилы, базофилы), моноциты и лимфоциты. Основной функцией лейкоцитов является защита организма от чужих для него антигенов (в том числе, микроорганизмов, опухолевых клеток; эффект проявляется и в направлении клеток трансплантата).
В норме содержание лейкоцитов в крови: (4—9) х {\displaystyle 10^{9}}/л
Увеличение (лейкоцитоз) бывает при:
- острых воспалительных процессах;
- гнойных процессах, сепсисе;
- многих инфекционных заболеваниях вирусной, бактериальной, грибковой и другой этиологии;
- злокачественных новообразованиях;
- травмах тканей;
- инфаркте миокарда;
- при беременности (последний триместр);
- после родов — в период кормления ребёнка грудным молоком;
- после больших физических нагрузок (физиологический лейкоцитоз).

К снижению (лейкопения) приводит:
- аплазия, гипоплазия костного мозга;
- воздействие ионизирующего излучения, лучевая болезнь;
- брюшной тиф;
- вирусные заболевания;
- анафилактический шок;
- болезнь Аддисона — Бирмера;
- коллагенозы;
- под влиянием некоторых лекарственных препаратов (сульфаниламиды и некоторые антибиотики, нестероидные противовоспалительные препараты, тиреостатики, противоэпилептические препараты, антиспазматические пероральные препараты);
- повреждение костного мозга химическими средствами, лекарствами;
- гиперспленизм (первичный, вторичный);
- острые лейкозы;
- миелофиброз;
- миелодиспластические синдромы;
- плазмоцитома;
- метастазы новообразований в костный мозг;
- пернициозная анемия;
- тиф и паратиф;
- коллагенозы.

### Лейкоцитарная формула
Лейкоцитарная формула (лейкограмма) — процентное соотношение различных видов лейкоцитов, определяемое при подсчёте их в окрашенном мазке крови под микроскопом.
Кроме перечисленных выше лейкоцитарных индексов, предложены также лейкоцитарные, или гематологические, индексы, рассчитываемые как соотношение процентного содержания различных видов лейкоцитов, например, индекс соотношения лимфоцитов и моноцитов, индекс соотношения эозинофилов и лимфоцитов, и т. д.

### Цветовой показатель
Цветовой показатель (ЦП) — степень насыщенности эритроцитов гемоглобином:
- 0,85—1,05 — норма;
- меньше 0,80 — гипохромная анемия;
- 0,80—1,05 — эритроциты считаются нормохромными;
- больше 1,10 — гиперхромная анемия.

При патологических состояниях отмечается параллельное и примерно одинаковое уменьшение как количества эритроцитов, так и гемоглобина.
Уменьшение ЦП (0,50—0,70) бывает при:
- железодефицитной анемии;
- анемии, вызванной свинцовой интоксикацией.

Увеличение ЦП (1,10 и более) бывает при:
- недостаточности витамина В12 в организме;
- недостаточности фолиевой кислоты;
- раке;
- полипозе желудка.

Для правильной оценки цветового показателя нужно учитывать не только количество эритроцитов, но и их объём.

### СОЭ

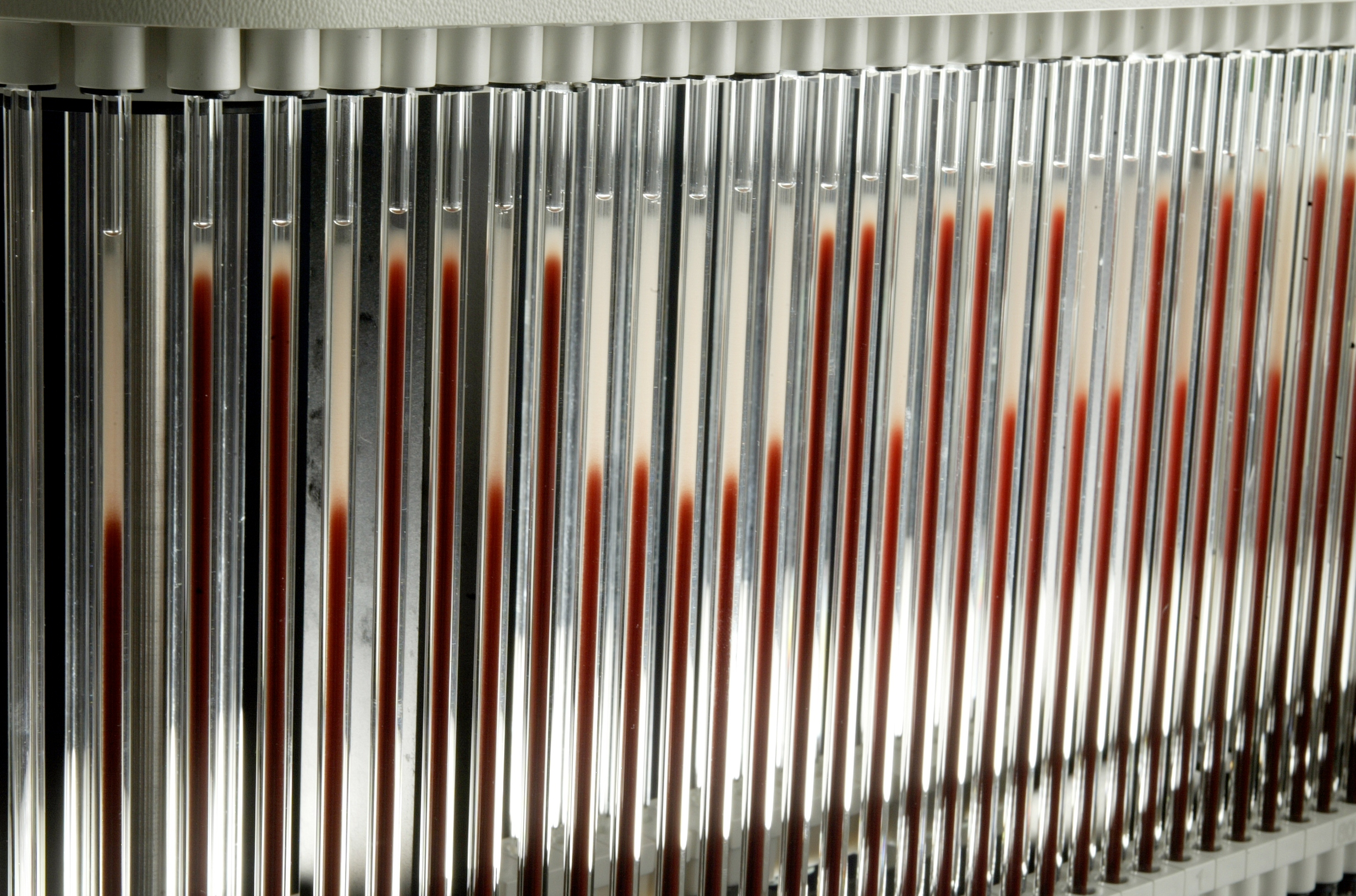
Штатив с капиллярными стеклянными трубками для определения скорости оседания эритроцитов. Из-за разной скорости оседания эритроцитов уровень эритроцитов (красный) различный в пробах крови от разных людей. Метод Панченкова

Наиболее частыми методами определения СОЭ являются:
1. метод Панченкова
2. метод Вестергрена[5]

Скорость оседания эритроцитов (СОЭ) — неспецифический индикатор патологического состояния организма.
В норме:
- новорождённые — 0—2 мм/ч;
- дети до 6 лет — 12—17 мм/ч;
- мужчины до 60 лет — до 8 мм /ч;
- женщины до 60 лет — до 12 мм/ч;
- мужчины старше 60 лет — до 15 мм/ч;
- женщины старше 60 лет — до 20 мм/ч.

Увеличение СОЭ встречается при:
- инфекционно-воспалительном заболевании;
- коллагенозах;
- поражении почек, печени, эндокринных нарушениях;
- беременности, в послеродовом периоде, менструации;
- переломах костей;
- оперативных вмешательствах;
- анемиях;
- онкологических заболеваниях.

Оно может увеличиваться и при таких физиологических состояниях, как приём пищи (до 25 мм/ч), беременности (до 45 мм/ч).
Снижение СОЭ бывает при:
- гипербилирубинемии;
- повышении уровня желчных кислот;
- хронической недостаточности кровообращения;
- эритремии;
- гипофибриногенемии.

## Сравнение результатов общего анализа капиллярной и венозной крови
Исследования крови из вены – признанный “золотой стандарт” лабораторной диагностики для многих показателей. Однако капиллярная кровь является часто используемым типом биоматериала для проведения общего анализа крови. В связи с этим встает вопрос о эквивалентности результатов, полученных при исследовании капиллярной (К) и венозной (В) крови. 
Сравнительная оценка 25 показателей общего анализа крови для разных типов биоматериала представлена в таблице как среднее значение анализа, [95% ДИ]:
| Показатель, ед. | n пар | Кровь                  | Кровь                  | Разность                | Разность               | Значимость различий |
| Показатель, ед. | n пар | В, ед.                 | К, ед.                 | (К-В), ед.              | (К-В), % от В          | Значимость различий |
| WBC, *109/л     | 52    | 6,347 [5,93; 6,75]     | 5,845 [5,42; 6,25]     | -0,502 [-0,639; -0,353] | -7,901 [-10,07; -5,56] | W=1312 рMC<0,001    |
| RBC, *1012/л    | 52    | 4,684 [4,55; 4,82]     | 4,647 [4,52; 4,77]     | -0,5 [-0,6; -0,3]       | -0,792 [-2,11; -0,75]  | W=670 рMC=0,951     |
| HGB, г/л        | 52    | 135,346 [131,3; 139,3] | 136,154 [132,2; 140,1] | 0,808 [-0,865; 2,711]   | 0,597 [-0,64; 2,00]    | W=850,5 рMC=0,017   |
| HCT, %          | 52    | 41,215 [40,07; 42,31]  | 39,763 [38,74; 40,76]  | -1,452 [-1,96; -0,84]   | -3,522 [-4,77; -2,04]  | W=1254 pMC<0,001    |
| MCV, фл         | 52    | 88,115 [87,09; 89,17]  | 85,663 [84,66; 86,68]  | -2,452 [-2,71; -2,19]   | -2,782 [-3,08; -2,49]  | W=1378 pMC<0,001    |
| MCH, пг         | 52    | 28,911 [28,53; 29,32]  | 29,306 [28,92; 29,71]  | 0,394 [0,275; 0,511]    | 1,363 [0,95; 1,77]     | W=997 pMC<0,001     |
| MCHC, г/л       | 52    | 328,038 [325,7; 330,3] | 342,154 [339,6; 344,7] | 14,115 [12,63; 15,54]   | 4,303 [3,85; 4,74]     | W=1378 рMC<0,001    |
| PLT, *109/л     | 52    | 259,385 [242,1; 275,2] | 208,442 [191,8; 224,8] | -50,942 [-60; -41,31]   | -19,639 [-23,1; -15,9] | W=1314 рMC<0,001    |
| BA, *109/л      | 52    | 0,041 [0,036; 0,045]   | 0,026 [0,021; 0,029]   | -0,015 [-0,02; -0,01]   | -37,089 [-48,8; -24,4] | W=861 рMC<0,001     |
| BA, %           | 52    | 0,654 [0,577; 0,729]   | 0,446 [0,373; 0,513]   | -0,207 [-0,28; -0,14]   | -31,764 [-42,3; -21,2] | W=865,5 рMC<0,001   |
| P-LCR, %        | 52    | 31,627 [29,38; 33,84]  | 36,109 [33,95; 38,29]  | 4,482 [3,51; 5,47]      | 14,172 [11,09; 17,29]  | W=1221 рMC<0,001    |
| LY, *109/л      | 52    | 2,270 [2,07; 2,45]     | 2,049 [1,834; 2,224]   | -0,221 [-0,29; -0,15]   | -9,757 [-12,8; -6,63]  | W=1203 pMC<0,001    |
| LY, %           | 52    | 35,836 [34,09; 37,56]  | 35,12 [33,25; 36,86]   | -0,715 [-1,23; -0,23]   | -1,996 [-3,44; -0,64]  | W=987,5 рMC=0,002   |
| MO, *109/л      | 52    | 0,519 [0,486; 0,551]   | 0,521 [0,483; 0,555]   | 0,002 [-0,02; 0,02]     | 0,333 [-3,81; 4,44]    | W=668,5 рMC=0,583   |
| MO, %           | 52    | 8,402 [7,88; 8,90]     | 9,119 [8,59; 9,64]     | 0,717 [0,502; 0,933]    | 8,537 [5,97; 11,10]    | W=1244 рMC<0,001    |
| NE, *109/л      | 52    | 3,378 [3,10; 3,65]     | 3,118 [2,82; 3,38]     | -0,259 [-0,33; -0,18]   | -7,680 [-9,82; -5,39]  | W=1264 рMC<0,001    |
| NE, %           | 52    | 52,925 [50,96; 54,86]  | 52,981 [50,99; 54,99]  | 0,056 [-0,44; 0,59]     | 0,105 [-0,84; 1,12]    | W=743 рMC=0,456     |
| PDW             | 52    | 12,968 [12,32; 13,57]  | 14,549 [13,82; 15,24]  | 1,580 [1,271; 1,859]    | 12,186 [9,79; 14,33]   | W=1315 рMC<0,001    |
| RDW-CV          | 52    | 12,731 [12,51; 12,94]  | 13,185 [12,95; 13,4]   | 0,454 [0,411; 0,496]    | 3,565 [3,233; 3,897]   | W=1378 рMC<0,001    |
| RDW-SD          | 52    | 40,967 [40,20; 41,71]  | 40,471 [39,72; 41,19]  | -0,496 [-0,73; -0,26]   | -1,211 [-1,79; -0,63]  | W=979 рMC<0,001     |
| MPV, фл         | 52    | 10,819 [10,54; 11,09]  | 11,431 [11,15; 11,71]  | 0,612 [0,486; 0,735]    | 5,654 [4,494; 6,796]   | W=1159 рMC<0,001    |
| PCT, %          | 52    | 0,283 [0,265; 0,3]     | 0,240 [0,221; 0,259]   | -0,042 [-0,06; -0,02]   | -14,966 [-21,1; -8,85] | W=245 рMC<0,001     |
| EO, *109/л      | 52    | 0,139 [0,098; 0,175]   | 0,131 [0,098; 0,160]   | -0,007 [-0,02; 0,005]   | -5,263 [-13,15; 4,01]  | W=475 рMC=0,235     |
| EO, %           | 52    | 2,183 [1,604; 2,7]     | 2,275 [1,74; 2,74]     | 0,092 [-0,063; 0,269]   | 4,229 [-2,91; 12,33]   | W=621,5 рMC=0,074   |
| ESR, мм/час     | 52    | 7,529 [5,47; 9,44]     | 7,117 [5,20; 8,79]     | -0,412 [-1,03; 0,235]   | -5,469 [-13,67; 3,12]  | W=156,5 рMC=0,339   |

Все исследованные 25 показателей разделены на 3 группы: (1) статистически значимо снижающиеся в капиллярной крови относительно венозной, (2) значимо увеличивающиеся, и (3) не изменяющиеся:
1) Показателей этой группы одиннадцать, 4 из которых находятся в пределах -5% (HCT, MCV, LY%, RDW-SD) – их ДИ находятся в пределах границ смещения в -5% и 0%, но не пересекают их. ДИ для WBC, LY, NE и PCT не вошли в границы смещения -5%. Наиболее сильно уменьшаются показатели PLT (-19,64%), BA (-37,09%) и BA% (-31,77%).
2) Показателей в этой группе – 7. Для MO%, P-LCR, PDW и MPV смещение составляет более 5%, однако 95% ДИ MPV включает значение смещения 5%. Отклонения оставшихся 3 показателей данной группы (MCH, MCHC, RDW-CV) составляют менее 5%.
3) В данной группе 7 показателей: RBC, HGB, MO, NE%, EO, EO%, ESR. Для них не были обнаружены статистически значимые различия.
При сравнении результатов капиллярной и венозной крови, необходимо учитывать существенное снижение в капиллярной крови числа базофилов, тромбоцитов (приводит к увеличению коэффициента больших тромбоцитов, распределения тромбоцитов по объему, среднего объема тромбоцита и значительному снижению тромбокрита), а также менее значимое снижение числа лейкоцитов, лимфоцитов и нейтрофилов, что вызывает некоторое повышение относительного количества моноцитов.
Показатели третьей группы (RBC, HGB, MO, NE%, EO, EO%, ESR), наряду с параметрами крови первой и второй групп, чьи 95% ДИ включали не более чем 5% отклонение (HCT, MCV, LY%, RDW-SD, MCH, MCHC, RDW-CV), можно определять в капиллярной крови при строгом соблюдении преаналитических правил без какого-либо ущерба для точности клинической оценки.